# Clorat

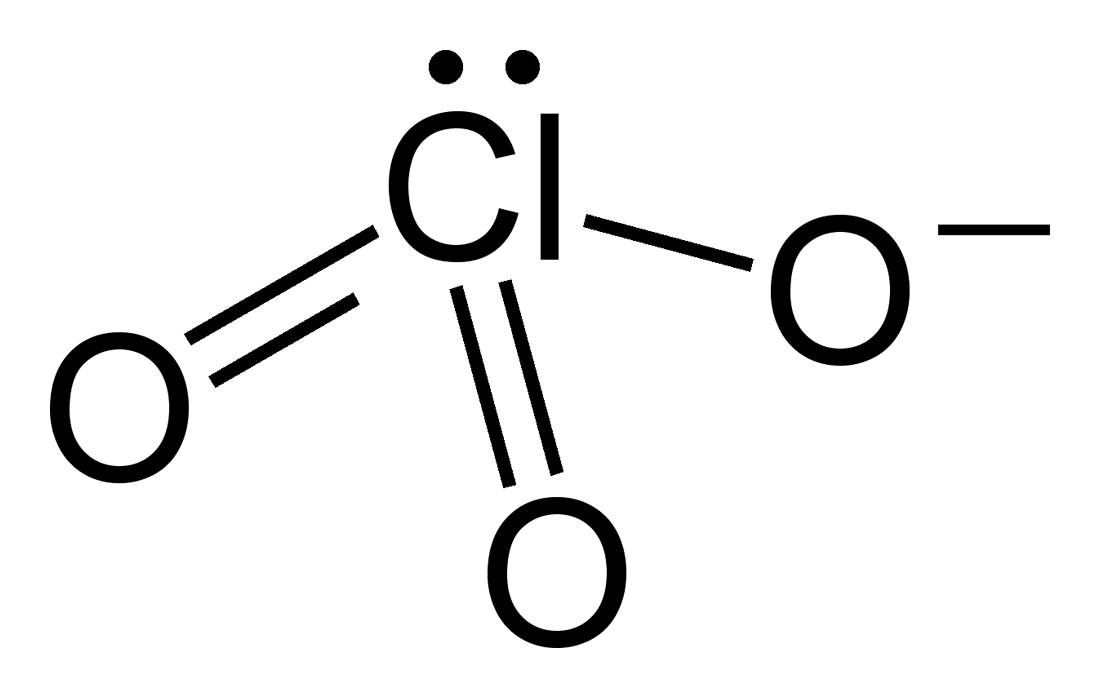
Structura anionului clorat

Cloratul este anionul provenit de la acidul cloric și are formula ClO3-, astfel că atomul central de clor are un număr de oxidare egal cu +5. Clorații sunt compușii chimici ionici care conțin anionul clorat, fiind sărurile cu metale ale acidului cloric (de exemplu, clorat de potasiu KClO3 sau clorat de sodiu NaClO3). Conform teoriei RPESV, anionul clorat are o geometrie de piramidă trigonală.